# Lumbricillus healyae
Lumbricillus healyae är en ringmaskart som beskrevs av Juan Manuel Rodriguez och Rico 2008. Lumbricillus healyae ingår i släktet Lumbricillus och familjen småringmaskar. Inga underarter finns listade i Catalogue of Life.